# Hoa (họ)
Hoa là một họ của người thuộc vùng Văn hóa Đông Á. Họ này có mặt ở Việt Nam và Trung Quốc (chữ Hán: 花, bính âm: Huā). 
Tại Trung Quốc trong danh sách Bách gia tính họ Hoa (花) đứng thứ 55. Ngoài ra ở Trung Quốc còn có họ Hóa (Hán tự phồn thể: 華) mà sách báo tiếng Việt hay phiên âm thành họ Hoa.

## Người Việt Nam họ Hoa có danh tiếng
- Hoa Cẩm Thạch, Bí thư Đảng uỷ Nhà máy điện Uông Bí Quảng Ninh
- Hoa Xuân Lan, Bí thư Đảng uỷ, Phó Giám đốc Sở Điện lực Nghệ An Nghệ An
- Hoa Thanh Tùng, người dẫn chương trình Việt Nam

## Người Trung Quốc họ Hoa có danh tiếng
- Hoa Nguyên, quan đại phu của nước Tống thời Xuân Thu (Đông Chu)
- Hoa Hùng, danh tướng Tây Lương thời Tiền Tam Quốc
- Hoa Đà, danh y thời Tam Quốc
- Hoa Hâm, tướng quốc của Tào Ngụy thời Tam Quốc
- Hoa Mộc Lan, nữ tướng trong truyện cổ Trung Quốc
- Hoa Vinh, một trong 108 anh hùng Lương Sơn Bạc trong Thủy Hử
- Hoa Quốc Phong (1921-2008), chính trị gia từng làm lãnh tụ tối cao Đảng CSTQ và CHND Trung Hoa.
- Hoa Thôn Tường, chính trị gia Đài Loan
- Hoa Thần Vũ, ca sĩ, Trung Quốc